# Lotte Hass
Lotte Hass (Charlotte Hildegard Baierl; Brigittenau, 6 de noviembre de 1928 – Viena, 14 de enero de 2015) fue un modelo, actriz y submarinista austríaca. Fue la segunda mujer del naturalista y submarinista austríaco Hans Hass (1919–2013), y trabajó como modelo y actriz en multitud de documentales sobre historia natural submarina. Entró en la Women Divers Hall of Fame y en el International Scuba Diving Hall of Fame en 2000.

## Carrera
En verano de 1947, Lotte Baierl empezó a trabajar como secretaria de Hans Hass para su oficina en Viena. Se puso a trabajar junto a su oficina para ocuparse del equipo de buceo y las cámaras subacuáticas. Se entrenó en piscinas, buceó y fotografió en los lagos alrededor de Viena, y fue apoyada y entrenada por el asistente de Hass, Kurt Schaefer.
Hans Hass, que generalmente se oponía a que una mujer participara en sus expediciones, finalmente cedió cuando la compañía cinematográfica Sascha Wiener insistió en que el próximo documental de Hass sería más atractivo para un público más amplio si tuviera una protagonista femenina. Eligieron a Lotte Baierl. La expedición de varios meses al Mar Rojo en 1950 dio lugar a la película ganadora del Oscar "Under the Red Sea", en la que protagonizó con su apellido de soltera. Hass fue el primero en filmar mantas raya y tiburones ballenas. Lotte, que hizo las funciones de fotógrafa y modelo submarina, causó una gran expectación entre el públic, sobre todo, por su bañador. En 1970 publicó sus experiencias durante la expedición al Mar Rojo en su libro "A Girl on the Ocean Floor".
Lotte demostró ser un talento fotogénico. La prensa estaba ansiosa por ver entrevistas y fotos de la simpática chica natural de larga melena rubia que no temía el peligro y trabajaba bajo el agua. Pronto fue vista en las portadas de las principales revistas internacionales. Recibió ofertas cinematográficas de Hollywood, pero las rechazó todas porque no quería ser actriz a tiempo completo. Lotte llegó a Estados Unidos, se unió a su participación en la expedición al Mar Rojo en Alemania y Austria, pero también fue criticada, porque dudaban de la seriedad científica de Hans Hass. Los "mensajes de Hesse" describieron la expedición al Mar Rojo como una "expedición de pin-up" debido a la participación de Lotte. Otros titulaban burlonamente a Lotte Baierl como "Lotte Haierl" ("Hai" en alemán significa "tiburón").
A principios de noviembre de 1950, en el vuelo de regreso de Port Sudan a Viena, Hans Hass y Lotte Baierl se comprometieron. La boda civil de Hans y Lotte Hass se celebró el 29 de noviembre de 1950 en Küsnacht en Lago de Zúrich y por la iglesia tuvo lugar en febrero de 1963 en la iglesia de San Agustín en Viena.
En la década de 1950, Lotte participó en dos expediciones "Xarifa" de Hans Hass. Hans y ella diriegieron dos series de televisión británicas, "Diving to Adventure" y "The Undersea World of Adventure". Después del nacimiento de su hija, Meta, en 1958, Lotte Hass se retiró de la vida pública y se dedicó principalmente al hogar y la educación. Pocas veces volvería a ponerse ante la cámara. En 1976 interpretó un papel secundario en el episodio 29 "El hombre de Portofino" de la famosa serie de detectives ' Derrick' '. 

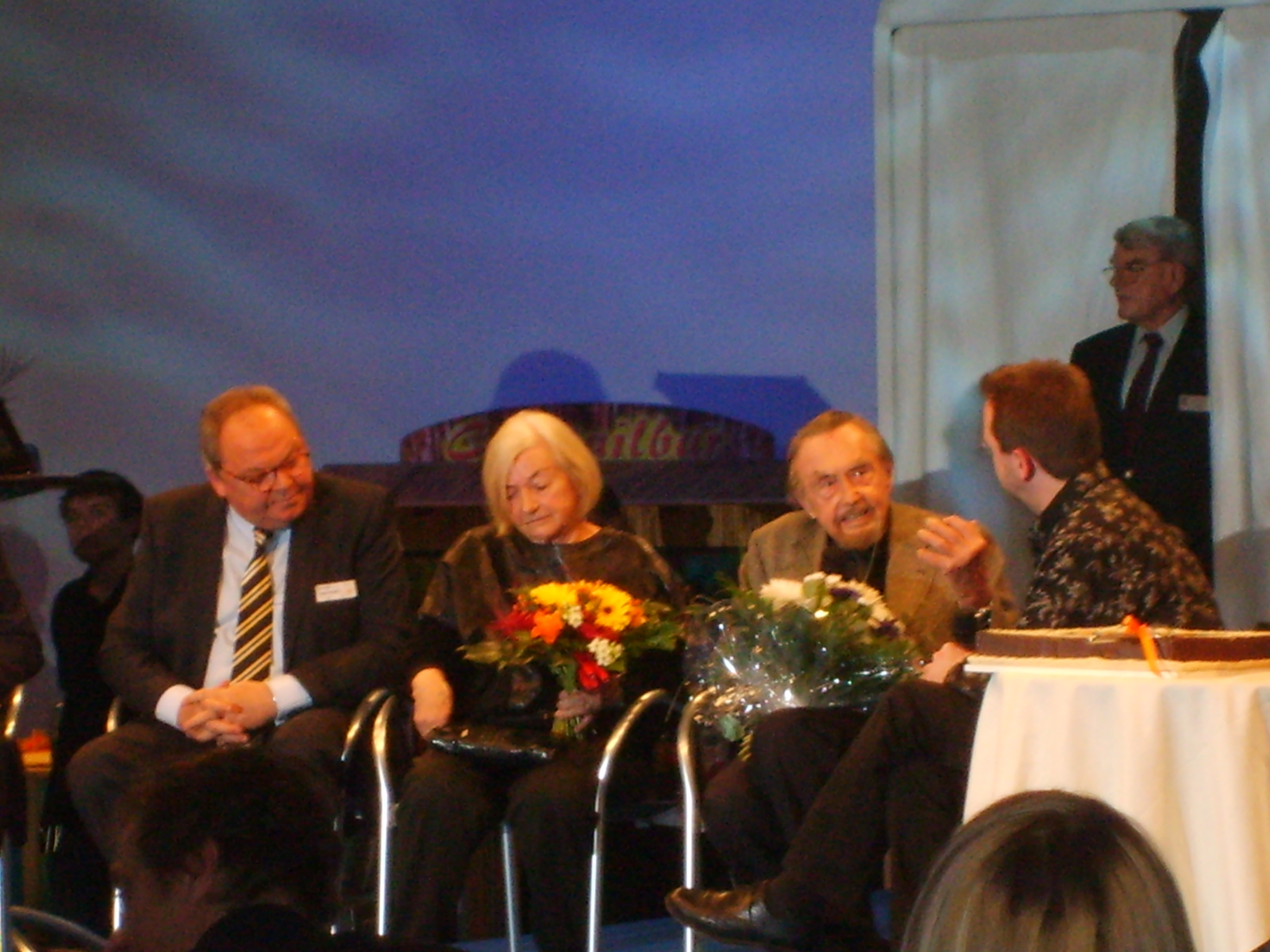
Lotte y Hans Hass en 2009 en el 90.º aniversario de Hans